# Owain Doull
Owain Doull, MBE (Cardiff, 2 de maio de 1993) é um ciclista britânico que compete tanto em provas de pista quanto de estrada. Ele ganhou a medalha de ouro na prova de perseguição por equipes durante os Jogos Olímpicos de 2016, além de possuir o tricampeonato na mesma prova em Campeonatos Europeus.

## Carreira
Doull iniciou sua carreira competitiva no ciclismo em 2010, quando foi selecionado para o Programa de Desenvolvimento Olímpico do Ciclismo Britânico de 2011, juntamente com as colegas galesas Amy Roberts e Elinor Barker. Os três ciclistas fizeram parte da equipe do País de Gales que participou dos Jogos da Juventude da Commonwealth de 2011, na Ilha de Man. Doull obteve duas medalhas nos jogos, a prata na corrida de estrada e o bronze ao lado de Dan Pearson na corrida de estrada por equipe. Em 2012 ele concluiu o Programa de Desenvolvimento Olímpico e foi aceito no Programa da Academia Britânica de Ciclismo.
O primeiro torneio de Doull pela Grã-Bretanha foi no Campeonato Mundial de Ciclismo em Pista de 2013, em Minsk, onde ele terminou em quinto na corrida de scratch. Seu primeiro pódio foi no Campeonato Europeu do mesmo ano, em Apeldoorn, onde foi integrante na equipe de perseguição que levou a medalha de ouro, juntamente com Steven Burke, Ed Clancy e Andy Tennant.
Doull seguiu em ascensão no cenário mundial quando fez parte da equipe de perseguição que conquistou o ouro em Manchester, na primeira etapa da Copa do Mundo de 2013–2014. Em dezembro de 2013, ele ganhou mais duas medalhas na segunda etapa da Copa do Mundo, desta vez em Aguascalientes, no México. Ele novamente integrou a equipe de perseguição que levou a medalha de bronze e, em seguida, ganhou sua primeira grande medalha individual quando foi o campeão no scratch.

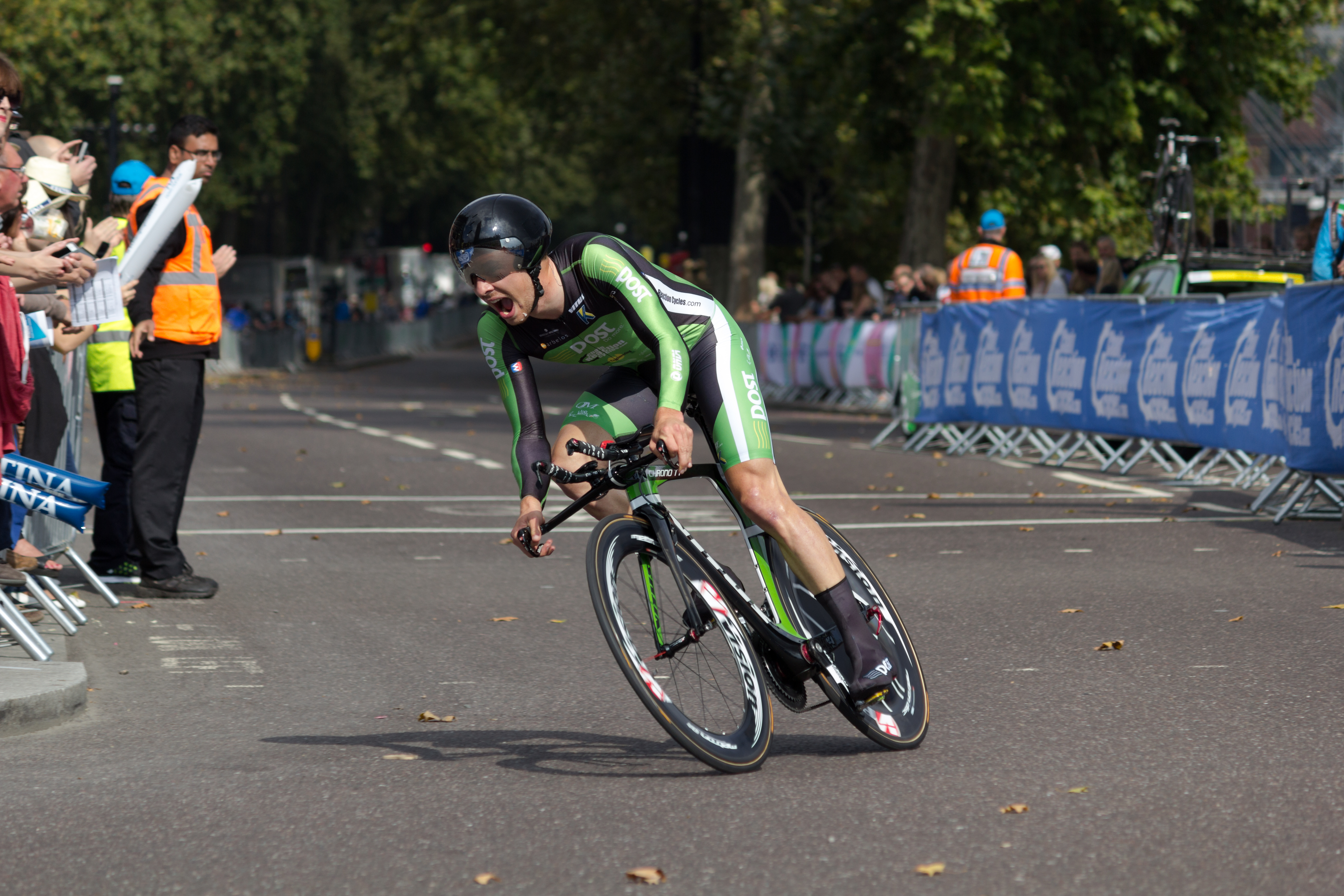
Doull competindo na estrada pela An Post–Chain Reaction no Tour of Britain de 2014.

Na temporada de 2014 se profissionalizou para provas de estrada quando assinou com a equipe An Post–Chain Reaction. Naquele ano representou o País de Gales nos Jogos da Commonwealth, em Glasgow.
Em 2015 transferiu-se para a nova equipe WIGGINS, criada por Bradley Wiggins com o objetivo de preparar os ciclistas britânicos para a perseguição por equipes nos Jogos Olímpicos de 2016, rejeitando assim uma oferta para correr pela Team Europcar no ciclismo de estrada em tempo integral. Em setembro de 2015, terminou em terceiro lugar geral no Tour of Britain, onde venceu na classificação dos pontos. Em maio de 2016 foi anunciado que ele se uniria à Team Sky em um contrato de dois anos a partir de 2017, mas já em 2016 competiu no restante da temporada como stagiaire. Na pista, disputou sua primeira Olimpíada nos Jogos do Rio, ganhando a medalha de ouro na perseguição por equipes ao lado de Ed Clancy, Steven Burke e Bradley Wiggins, quebrando o recorde mundial na final contra a Austrália.
Doull foi nomeado como membro da Ordem do Império Britânico (MBE) em 2017 devido os serviços prestados no ciclismo.